# Océan magmatique lunaire

La différenciation de l'océan magmatique lunaire en croûte d'anorthosites et manteau aurait conduit à la formation d'un liquide résiduel (désormais solidifié) à l'origine des basaltes KREEP.

L'océan magmatique lunaire est un océan de magma qui s'est formé grâce à l'énergie dégagée par la formation de la Lune et qui a, par la suite, cristallisé. Cette hypothèse a été formulée peu après les premières analyses des roches retournées par Apollo 11. Elle permet d'expliquer notamment la présence abondante de plagioclases en surface, et la présence de KREEP.

## Formation
Selon l’hypothèse de l’impact géant, une énorme quantité d’énergie a été libérée lors de la formation de la Lune, ce qui aurait mis en fusion une grande partie de celle-ci, formant alors un océan magmatique lunaire, sur une profondeur de plusieurs centaines de kilomètres. La composition anorthositique de la croûte des montagnes lunaires ainsi que la présence de roche à haut taux de composant géothermique proche du KREEP tend à renforcer cette hypothèse de l’océan magmatique.
La déduction de la période de formation et de cristallisation de l’océan magmatique lunaire a été rendue possible grâce aux études des isotopes du hafnium, du tungstène, du samarium et du néodyme. L’océan magmatique s’est formé 70 millions d’années après le début de notre Système solaire tandis que la plupart de l’océan a cristallisé quelque 215 millions d’années après ce début.
La cristallisation et la différenciation de ce magma lors de son refroidissement ont formé la croûte et ses roches anorthosiques typiques, ainsi que le manteau lunaire tels que connus actuellement.

## Critiques
Toutefois, ce modèle n'explique pas toutes les caractéristiques observées de la composition de la surface. Un peu comme la physique newtonienne n'est pas fausse en première approximation, mais peut être complétée par la théorie de la relativité, ce modèle doit être amélioré pour expliquer certains détails. Notamment, on observe une forte dissymétrie entre la face cachée de la Lune, plus épaisse, où le thorium est rare en surface, et le relief plus exacerbé (ce qui a été démontré par le relevé topographique effectué par SELENE), et la face visible de la Lune où il existe de fortes concentrations en thorium et en KREEP, et où le relief est peu marqué, avec de vastes plaines lisses (dites « mers lunaires »). Même dans le cas de l'hypothèse de l'océan magmatique lunaire, des bassins profondément creusés comme le bassin Pôle Sud-Aitken auraient dû révéler des concentrations semblables sur les deux faces, et le relief aurait dû être plus homogène sur les deux faces de la Lune. Pour expliquer cette dichotomie géomorphologique et physicochimique, des planétologues ont proposé diverses explications :
1. Les hauts plateaux et chaînes de montagnes qui culminent à plus de 3 000 mètres sur la face cachée (dont la croûte est nettement plus épaisse, de 20 km environ[5]) pourraient résulter des retombées de débris projetés lors de la formation du bassin d'Aitken (grand bassin d'impact situé au pôle Sud lunaire) ;
2. Les forces de marée engendrées par la proximité de la Terre auraient pu induire un chauffage interne et des convections au sein du manteau peu après sa formation.
3. Pour le Suisse Martin Jutzi (Université de Berne et l'Américain Eric Asphaug (Université de Californie), une collision majeure entre la lune encore imparfaitement accrétée et refroidie et un compagnon plus petit formé en même temps qu'elle et ayant survécu quelques dizaines de millions d'années, car formé à l'un des points de Lagrange du système Terre-Lune (points d’équilibre gravitationnel) pourrait expliquer la présence et la répartition des montagnes de la face cachée. Cette hypothèse est confortée par des simulations informatiques, à condition que la seconde lune ait été environ 3 fois plus petite que notre Lune actuelle, et que sa vitesse relative ait été de 2,4 kilomètres par seconde environ (au-delà, le choc aurait brisé la seconde lune en éjectant les débris). La petite lune se serait a priori solidifiée plus tôt que la grande, ce qui expliquerait des teneurs différentes en certains minéraux sur la face cachée (qui alors devrait aussi présenter des roches plus anciennes). La collision - si elle a eu lieu - a dû également modifier la répartition interne du magma sous la face visible. Les deux lunes étant sur une orbite voisine autour de la Terre auraient pu entrer en collision à une vitesse bien inférieure à celle des météorites qui créent, elles, des cratères. Cette lenteur relative aurait permis une accrétion des deux lunes[6].

## Annexe